# Aster wierzbolistny
Aster wierzbolistny (Symphyotrichum × salignum (Willd.) G.L. Nesom) – mieszaniec z rodziny astrowatych, którego taksonami rodzicielskimi są aster lancetowaty Symphyotrichum lanceolatum i aster nowobelgijski S. novi-belgii. Wymieniany jest jako występujący naturalnie w stanie Wisconsin na północy Stanów Zjednoczonych, ale powstać miał w wyniku uprawy ogrodowej obu gatunków rodzicielskich. Został szeroko rozprzestrzeniony w strefie umiarkowanej Eurazji – w niemal całej Europie, w rejonie Kaukazu i w Azji Środkowej. W Polsce holoagriofit zadomowiony w siedliskach nadrzecznych. Spotykany jest w całym kraju, zwłaszcza jednak na południu.

## Nazewnictwo
Gatunek zaliczany był tradycyjnie do końca XX wieku do rodzaju aster jako Aster salignus. Z tego czasu zachowana jest nazwa zwyczajowa, mimo przeklasyfikowania gatunku do rodzaju Symphyotrichum, należącego do odmiennego podplemienia niż Aster. 

## Morfologia
PokrójRoślina zielna z płożącym kłączem, z którego wyrastają łodygi do 120 cm wysokości. W dole łodygi są nagie, ale w górze z wyrastającymi w szeregach włoskami. Łodyga jest zielona, czasem bywa czerwono nabiegła.
LiścieLancetowate, o długości do 15 cm i szerokości do 2 cm. U nasady i w części wierzchołkowej całobrzegie, ale w połowie długości ostro piłkowane. Wierzchołek jest zaostrzony, a nasada klinowata lub ze słabo wykształconymi uszkami. Na brzegu blaszka jest pokryta krótkimi szczecinkami, od spodu jest naga.
KwiatyZebrane w koszyczki o szerokości 2,5–3 cm, które zebrane są w rozgałęziony, wiechowaty kwiatostan złożony. Okrywę tworzą lancetowate listki wyrastające w kilku szeregach i osiągające od 3 do 7 mm długości, o szerokości 0,5 do 0,7 mm. Zwłaszcza w szczytowych koszyczkach listki zarówno wewnętrzne jak i zewnętrzne osiągają podobną długość. Kwiaty języczkowe są białe, później niebieszczejące, o długości do 1,5 cm. Kwiaty rurkowate wewnątrz koszyczka są żółte, o długości ok. 5 mm.
OwoceNiełupki o długości ok. 2 mm z puchem kielichowym o długości ok. 5 mm.
Gatunki podobneNajłatwiej pomylić ten gatunek z taksonami rodzicielskimi. Aster lancetowaty S. lanceolatum różni się mniejszymi koszyczkami (do 2, rzadko 2,5 cm średnicy), liśćmi całobrzegimi lub odlegle ząbkowanymi, listkami zewnętrznymi okrywy krótszymi od wewnętrznych (pierwsze osiągają do 3 mm, drugie do 5 mm długości). Aster nowobelgijski S. novi-belgii ma wyraźnie uszkowate nasady liści i kwiaty zwykle fioletowe, różowe lub niebieskie, rzadko białe.
Inne północnoamerykańskie „astry” zdziczałe w Europie różnią się wyraźnie owłosioną w dole łodygą (aster nowoangielski S. novae-angliae), szerszymi liśćmi (ponad 2,5 cm) i większymi koszyczkami (ok. 3 cm i więcej) (aster różnobarwny S. × versicolor), niższymi rozmiarami (do 0,8 m) i niewielkimi koszyczkami (do 1,5 cm średnicy) (aster drobnokwiatowy S. tradescanti).

## Biologia i ekologia
Bylina, hemikryptofit. Rośnie nad rzekami. Kwitnie w sierpniu i wrześniu. Gatunek charakterystyczny związku Senecion fluviatilis.